# Domingo Mendy
Domingo R. Mendy (* 1870; † unbekannt) war ein uruguayischer Fechter.
Domingo Mendy, Bruder von Pedro Mendy, nahm an den Olympischen Sommerspielen 1924 in Paris teil. Während er mit der uruguayischen Degen- und der Säbel-Mannschaft bereits in der Vorrunde scheiterte, hatte er in den Einzelwettbewerben teils mehr Erfolg. So schied er zwar im Degen-Einzel ebenfalls in der ersten Runde aus, erreichte mit dem Florett aber die Viertelfinalrunde und stieß mit dem Säbel gar in die Halbfinalrunde vor.